# 乔伊·约翰逊
乔伊·约翰逊（英語：Joey Johnson，1975年7月26日—），加拿大男子篮球运动员。他曾代表加拿大参加1996年、2000年、2004年、2008年和2012年夏季残疾人奥林匹克运动会轮椅篮球比赛，获得三枚金牌和一枚银牌。